# 懷特普萊恩斯 (喬治亞州)
懷特普萊恩斯（英語：White Plains）是一個位於美國喬治亞州格林縣（Greene County）的城市。

## 地理
懷特普萊恩斯的座標為33°28′37″N 83°02′18″W / 33.47694°N 83.03833°W，而該地的平均海拔高度為211米（即690英尺）。

## 人口
根據2010年美國人口普查的數據，懷特普萊恩斯的面積為12.20平方千米，當中陸地面積為12.10平方千米，而水域面積為0.10平方千米。當地共有人口292人，而人口密度為每平方千米23.93人。